# كريستي غالاشر
كريستي غالاشر (بالإنجليزية: Kirsty Gallacher)‏ هي صحفية ومقدمة تلفزيونية ومذيعة بريطانية، ولدت في 20 يناير 1976 في إدنبرة في المملكة المتحدة.

## وصلات خارجية
- كريستي غالاشر على موقع IMDb (الإنجليزية)
- كريستي غالاشر على موقع ميوزك برينز (الإنجليزية)
- كريستي غالاشر على موقع قاعدة بيانات الفيلم (الإنجليزية)